# Wolodymyr Mussalimow
Wolodymyr Andrijowytsch Mussalimow (ukrainisch Володимир Андрійович Мусалімов; * 31. Dezember 1944 in Kiew, Ukrainische SSR; † 3. November 2013 in Luhansk, Ukraine) war ein sowjetisch-ukrainischer Boxer. Mussalimow gewann die Bronzemedaille bei den Olympischen Spielen 1968 und den Europameisterschaften 1969.

## Karriere
Mussalimow gewann im Juniorenbereich (U19) die Meisterschaften des Ostblocks 1965, dem sogenannten Turnier der Olympischen Hoffnungen in Bukarest. 1967 und 1969 war er sowjetischer Meister im Weltergewicht (–67 kg). 
1967 gewann Mussalimow die Silbermedaille im Weltergewicht (–67 kg) beim vorolympischen Turnier in Mexiko-Stadt. Er verlor das Finale gegen Manfred Wolke, DDR. Bei den Olympischen Spielen 1968 traf er nach Siegen über Dieter Kottysch, Deutschland (5:0), José Duran, Spanien (5:0), und Alfonso Ramírez, Mexiko (5:0), im Halbfinale wieder auf Manfred Wolke und musste sich ihm auch diesmal geschlagen geben (3:2). Mussalimow gewann damit die olympische Bronzemedaille. 
Bei den Europameisterschaften 1969 errang Musalimow ebenfalls die Bronzemedaille. Sein Gegner im Halbfinale war Günther Meier, Deutschland. Musalimows letzter Erfolg war eine Silbermedaille bei den Militärmeisterschaften des Ostblocks 1971 in Miskolc, nachdem er das Finale gegen János Kajdi, Ungarn, verloren hatte. 
1972 beendete Mussalimow seine Karriere.